# Движение за освобождение дельты Нигера
Движе́ние за освобожде́ние де́льты Ни́гера, МЕНД (англ. The Movement for the Emancipation of the Niger Delta, MEND) — нигерийская антиправительственная христианская повстанческая группировка, действующая на территории Дельты Нигера и выступающая за национализацию нефтяных ресурсов Нигерии.
МЕНД впервые заявило о себе в начале 2006 г., после ареста активиста народа иджо Альхаджи Муджахида Докубо-Асари.
Организация занимается похищением нефтяников, взрывами трубопроводов и противостоянием нигерийской армии. Считается, что серия терактов, совершенных этой группировкой весной 2006 года, понизила добычу нефти в Нигерии на 25 %.
В период 2006—2009 группировка совершила целый ряд нападений, особенно часто они происходили в 2006 году, в том числе 9 человек было убито при нападении на офис итальянской нефтяной компании Eni.
В 2009 году лидеры группировки отказались от насилия и подписали перемирие с правительством. 12 июля, за день до освобождения лидера движения Генри Оку, боевики Движения за освобождение дельты Нигера впервые провели операцию на территории крупнейшего города Нигерии Лагоса. В результате нападения боевиков на наливной пирс для нефтяных танкеров в Лагосе погибли как минимум пять человек.
MEND ведет борьбу за независимость дельты Нигера и национализацию нефтегазовой отрасли, регулярно нападая на объекты, принадлежащие иностранным компаниям, и захватывая в плен их сотрудников. В настоящее время[какое?] боевики MEND удерживают в заложниках двоих россиян и украинца, захваченных в плен 5 июля при нападении на танкер в районе южного побережья Нигерии. Однако в 2010 произошли новые нападения. Так, 1 октября с танкера, при помощи которого, предположительно, осуществлялась контрабанда нефти, были похищены 2 моряка. В 2013 году террористы объявили об операции «Барбаросса», в рамках которой подлежали уничтожению мечети, мусульманские организации, в том числе благотворительные, видные мусульманские священнослужители и чиновники-мусульмане. Это стало ответом террористов-христиан МЕНД на развернувшуюся в стране деятельность исламистских террористов.